# 1996–1997-es UEFA-bajnokok ligája (csoportkör)
Az 1996–1997-es UEFA-bajnokok ligája csoportkörének mérkőzéseit 1996. szeptember 11. és december 4. között játszották le.
A csoportkörben 16 csapat vett részt, a sorsoláskor négy darab négycsapatos csoportot képeztek. A csoportokban a csapatok körmérkőzéses, oda-visszavágós rendszerben mérkőztek meg egymással. A csoportok első két helyén záró csapat az egyenes kieséses szakaszba jutott, a harmadik és negyedik helyezettek kiestek.

## Csoportok
Az időpontok helyi idő szerint értendők.

### A csoport
| Hely. | Csapat      | M | Gy | D | V | G+ | G– | Gk | P  | Továbbjutás                                |     | AUX | AJX | GRA | RAN |
| ----- | ----------- | - | -- | - | - | -- | -- | -- | -- | ------------------------------------------ | --- | --- | --- | --- | --- |
| 1.    | AJ Auxerre  | 6 | 4  | 0 | 2 | 8  | 7  | +1 | 12 | Továbbjutott az egyenes kieséses szakaszba |     | —   | 0–1 | 1–0 | 2–1 |
| 2.    | Ajax        | 6 | 4  | 0 | 2 | 8  | 4  | +4 | 12 | Továbbjutott az egyenes kieséses szakaszba |     | 1–2 | —   | 0–1 | 4–1 |
| 3.    | Grasshopper | 6 | 3  | 0 | 3 | 8  | 5  | +3 | 9  |                                            |     | 3–1 | 0–1 | —   | 3–0 |
| 4.    | Rangers     | 6 | 1  | 0 | 5 | 5  | 13 | −8 | 3  |                                            | 1–2 | 0–1 | 2–1 | —   |     |

| 1996. szeptember 11. 20:30 |

| AJ Auxerre | 0–1               | Ajax        |
| ---------- | ----------------- | ----------- |
|            | (0–1) Jegyzőkönyv | Litmanen 4' |

| Stade de l'Abbé-Deschamps, Auxerre Nézőszám: 18 512 Játékvezető: Piero Ceccarini (olasz) |

| 1996. szeptember 11. 20:30 |

| Grasshopper                  | 3–0               | Rangers |
| ---------------------------- | ----------------- | ------- |
| Yakın 18' Türkyilmaz 28' 79' | (2–0) Jegyzőkönyv |         |

| Hardturm, Zürich Nézőszám: 20 035 Játékvezető: José María García-Aranda (spanyol) |

| 1996. szeptember 25. 19:30 |

| Rangers       | 1–2               | Auxerre         |
| ------------- | ----------------- | --------------- |
| Gascoigne 71' | (0–0) Jegyzőkönyv | Deniaud 55' 69' |

| Ibrox Stadium, Glasgow Nézőszám: 37 344 Játékvezető: Václav Krondl (cseh) |

| 1996. szeptember 25. 20:30 |

| Ajax | 0–1               | Grasshopper |
| ---- | ----------------- | ----------- |
|      | (0–0) Jegyzőkönyv | Yakın 60'   |

| Amsterdam Arena, Amszterdam Nézőszám: 43 134 Játékvezető: Günter Benkö (osztrák) |

| 1996. október 16. 20:30 |

| AJ Auxerre  | 1–0               | Grasshopper |
| ----------- | ----------------- | ----------- |
| Deniaud 43' | (1–0) Jegyzőkönyv |             |

| Stade de l'Abbé-Deschamps, Auxerre Nézőszám: 17 000 Játékvezető: Rune Pedersen (norvég) |

| 1996. október 16. 20:30 |

| Ajax                                  | 4–1               | Rangers     |
| ------------------------------------- | ----------------- | ----------- |
| Dani 25' 41' Babangida 83' Wooter 90' | (2–0) Jegyzőkönyv | Durrant 88' |

| Amsterdam Arena, Amszterdam Nézőszám: 47 000 Játékvezető: Hellmut Krug (német) |

| 1996. október 30. 19:30 |

| Rangers | 0–1               | Ajax         |
| ------- | ----------------- | ------------ |
|         | (0–1) Jegyzőkönyv | Scholten 39' |

| Ibrox Stadium, Glasgow Nézőszám: 42 265 Játékvezető: Anders Frisk (svéd) |

| 1996. október 30. 20:30 |

| Grasshopper               | 3–1               | Auxerre          |
| ------------------------- | ----------------- | ---------------- |
| Moldovan 17' 29' Gren 59' | (2–0) Jegyzőkönyv | Gren 48' (öngól) |

| Hardturm, Zürich Nézőszám: 19 200 Játékvezető: Vadim Zhuk (fehérorosz) |

| 1996. november 20. 19:30 |

| Rangers         | 2–1               | Grasshopper |
| --------------- | ----------------- | ----------- |
| McCoist 67' 73' | (0–0) Jegyzőkönyv | Berger 77'  |

| Ibrox Stadium, Glasgow Nézőszám: 34 192 Játékvezető: Vágner László (magyar) |

| 1996. november 20. 20:30 |

| Ajax          | 1–2               | Auxerre                |
| ------------- | ----------------- | ---------------------- |
| Babangida 44' | (1–1) Jegyzőkönyv | Diomède 11' Marlet 56' |

| Amsterdam Arena, Amszterdam Nézőszám: 48 700 Játékvezető: Nikolai Levnikov (orosz) |

| 1996. december 4. 20:30 |

| AJ Auxerre               | 2–1               | Rangers   |
| ------------------------ | ----------------- | --------- |
| Laslandes 20' Marlet 32' | (2–1) Jegyzőkönyv | Gough 36' |

| Stade de l'Abbé-Deschamps, Auxerre Nézőszám: 21 300 Játékvezető: Kim Milton Nielsen (dán) |

| 1996. december 4. 20:30 |

| Grasshopper | 0–1               | Ajax         |
| ----------- | ----------------- | ------------ |
|             | (0–1) Jegyzőkönyv | Kluivert 32' |

| Hardturm, Zürich Nézőszám: 20 000 Játékvezető: Pierluigi Collina (olasz) |

### B csoport
| Hely. | Csapat             | M | Gy | D | V | G+ | G– | Gk  | P  | Továbbjutás                                |     | ATM | DOR | WID | STE |
| ----- | ------------------ | - | -- | - | - | -- | -- | --- | -- | ------------------------------------------ | --- | --- | --- | --- | --- |
| 1.    | Atlético de Madrid | 6 | 4  | 1 | 1 | 12 | 4  | +8  | 13 | Továbbjutott az egyenes kieséses szakaszba |     | —   | 0–1 | 1–0 | 4–0 |
| 2.    | Borussia Dortmund  | 6 | 4  | 1 | 1 | 14 | 8  | +6  | 13 | Továbbjutott az egyenes kieséses szakaszba |     | 1–2 | —   | 2–1 | 5–3 |
| 3.    | Widzew Łódź        | 6 | 1  | 1 | 4 | 6  | 10 | −4  | 4  |                                            |     | 1–4 | 2–2 | —   | 2–0 |
| 4.    | Steaua București   | 6 | 1  | 1 | 4 | 5  | 15 | −10 | 4  |                                            | 1–1 | 0–3 | 1–0 | —   |     |

| 1996. szeptember 11. 20:30 |

| Atlético de Madrid               | 4–0               | Steaua București |
| -------------------------------- | ----------------- | ---------------- |
| Esnáider 33' 45' Simeone 64' 84' | (2–0) Jegyzőkönyv |                  |

| Vicente Calderón Stadion, Madrid Nézőszám: 46 000 Játékvezető: Kim Milton Nielsen (dán) |

| 1996. szeptember 11. 20:30 |

| Borussia Dortmund | 2–1               | Widzew Łódź |
| ----------------- | ----------------- | ----------- |
| Herrlich 45' 68'  | (1–0) Jegyzőkönyv | Citko 84'   |

| Westfalenstadion, Dortmund Nézőszám: 39 600 Játékvezető: Karol Ihring (szlovák) |

| 1996. szeptember 25. 20:30 |

| Widzew Łódź | 1–4               | Atlético de Madrid                  |
| ----------- | ----------------- | ----------------------------------- |
| Citko 45'   | (1–2) Jegyzőkönyv | Pantić 25' Simeone 32' 58' Kiko 60' |

| Stadion Widzewa, Łódź Nézőszám: 20 000 Játékvezető: Anders Frisk (svéd) |

| 1996. szeptember 25. 20:30 |

| Steaua București | 0–3               | Borussia Dortmund                    |
| ---------------- | ----------------- | ------------------------------------ |
|                  | (0–2) Jegyzőkönyv | Ricken 6' Heinrich 37' Chapuisat 77' |

| Steaua Stadion, Bukarest Nézőszám: 15 000 Játékvezető: Paul Durkin (angol) |

| 1996. október 16. 20:30 |

| Atlético de Madrid | 0–1               | Borussia Dortmund |
| ------------------ | ----------------- | ----------------- |
|                    | (0–0) Jegyzőkönyv | Reuter 51'        |

| Vicente Calderón Stadion, Madrid Nézőszám: 50 000 Játékvezető: Michel Piraux (belga) |

| 1996. október 16. 20:30 |

| Steaua București   | 1–0               | Widzew Łódź |
| ------------------ | ----------------- | ----------- |
| Bogusz 51' (öngól) | (0–0) Jegyzőkönyv |             |

| Steaua Stadion, Bukarest Nézőszám: 10 000 Játékvezető: Giorgos Bikas (görög) |

| 1996. október 30. 20:30 |

| Widzew Łódź            | 2–0               | Steaua București |
| ---------------------- | ----------------- | ---------------- |
| Majak 40' Czerwiec 48' | (1–0) Jegyzőkönyv |                  |

| Stadion Widzewa, Łódź Nézőszám: 8000 Játékvezető: Graziano Cesari (olasz) |

| 1996. október 30. 20:30 |

| Borussia Dortmund | 1–2               | Atlético de Madrid        |
| ----------------- | ----------------- | ------------------------- |
| Herrlich 17'      | (1–2) Jegyzőkönyv | Fresnedoso 37' Pantić 42' |

| Westfalenstadion, Dortmund Nézőszám: 45 000 Játékvezető: Vágner László (magyar) |

| 1996. november 20. 20:30 |

| Widzew Łódź       | 2–2               | Borussia Dortmund      |
| ----------------- | ----------------- | ---------------------- |
| Dembiński 15' 20' | (2–1) Jegyzőkönyv | Lambert 14' Kohler 65' |

| Stadion Widzewa, Łódź Nézőszám: 18 000 Játékvezető: Rune Pedersen (norvég) |

| 1996. november 20. 20:30 |

| Steaua București | 1–1               | Atlético de Madrid |
| ---------------- | ----------------- | ------------------ |
| Ilie 46'         | (0–1) Jegyzőkönyv | Pantić 24'         |

| Steaua Stadion, Bukarest Nézőszám: 18 000 Játékvezető: Urs Meier (svájci) |

| 1996. december 4. 20:30 |

| Atlético de Madrid | 1–0               | Widzew Łódź |
| ------------------ | ----------------- | ----------- |
| Pantić 83'         | (0–0) Jegyzőkönyv |             |

| Vicente Calderón Stadion, Madrid Nézőszám: 23 000 Játékvezető: Václav Krondl (cseh) |

| 1996. december 4. 20:30 |

| Borussia Dortmund                                   | 5–3               | Steaua București             |
| --------------------------------------------------- | ----------------- | ---------------------------- |
| Chapuisat 13' 22' Tretschok 43' Riedle 63' Zorc 65' | (3–1) Jegyzőkönyv | Ilie 17' Baciu 52' Călin 79' |

| Westfalenstadion, Dortmund Nézőszám: 37 000 Játékvezető: Hugh Dallas (skót) |

### C csoport
| Hely. | Csapat            | M | Gy | D | V | G+ | G– | Gk  | P  | Továbbjutás                                |     | JUV | MUN | FEN | RWI |
| ----- | ----------------- | - | -- | - | - | -- | -- | --- | -- | ------------------------------------------ | --- | --- | --- | --- | --- |
| 1.    | Juventus          | 6 | 5  | 1 | 0 | 11 | 1  | +10 | 16 | Továbbjutott az egyenes kieséses szakaszba |     | —   | 1–0 | 2–0 | 5–0 |
| 2.    | Manchester United | 6 | 3  | 0 | 3 | 6  | 3  | +3  | 9  | Továbbjutott az egyenes kieséses szakaszba |     | 0–1 | —   | 0–1 | 2–0 |
| 3.    | Fenerbahçe SK     | 6 | 2  | 1 | 3 | 3  | 6  | −3  | 7  |                                            |     | 0–1 | 0–2 | —   | 1–0 |
| 4.    | Rapid Wien        | 6 | 0  | 2 | 4 | 2  | 12 | −10 | 2  |                                            | 1–1 | 0–2 | 1–1 | —   |     |

| 1996. szeptember 11. 20:30 |

| Rapid Wien | 1–1               | Fenerbahçe SK |
| ---------- | ----------------- | ------------- |
| Stumpf 71' | (0–1) Jegyzőkönyv | Bolić 30'     |

| Ernst-Happel-Stadion, Bécs Nézőszám: 41 500 Játékvezető: Michel Piraux (belga) |

| 1996. szeptember 11. 20:30 |

| Juventus   | 1–0               | Manchester United |
| ---------- | ----------------- | ----------------- |
| Bokšić 34' | (1–0) Jegyzőkönyv |                   |

| Stadio delle Alpi, Torino Nézőszám: 50 000 Játékvezető: Markus Merk (német) |

| 1996. szeptember 25. 21:30 |

| Fenerbahçe SK | 0–1               | Juventus   |
| ------------- | ----------------- | ---------- |
|               | (0–1) Jegyzőkönyv | Bokšić 22' |

| Şükrü Saracoğlu Stadion, Isztambul Nézőszám: 29 000 Játékvezető: Serge Muhmenthaler (svájci) |

| 1996. szeptember 25. 19:30 |

| Manchester United        | 2–0               | Rapid Wien |
| ------------------------ | ----------------- | ---------- |
| Solskjær 20' Beckham 27' | (2–0) Jegyzőkönyv |            |

| Old Trafford, Manchester Nézőszám: 51 831 Játékvezető: Rémi Harrel (francia) |

| 1996. október 16. 20:30 |

| Rapid Wien | 1–1               | Juventus |
| ---------- | ----------------- | -------- |
| Lesiak 20' | (1–1) Jegyzőkönyv | Vieri 9' |

| Ernst-Happel-Stadion, Bécs Nézőszám: 46 500 Játékvezető: Kim Milton Nielsen (dán) |

| 1996. október 16. 21:30 |

| Fenerbahçe SK | 0–2               | Manchester United       |
| ------------- | ----------------- | ----------------------- |
|               | (0–0) Jegyzőkönyv | Beckham 55' Cantona 60' |

| Şükrü Saracoğlu Stadion, Isztambul Nézőszám: 26 200 Játékvezető: Manuel Díaz Vega (spanyol) |

| 1996. október 30. 20:30 |

| Juventus                                    | 5–0               | Rapid Wien |
| ------------------------------------------- | ----------------- | ---------- |
| Bokšić 5' 61' Montero 28' Del Piero 29' 75' | (3–0) Jegyzőkönyv |            |

| Stadio delle Alpi, Torino Nézőszám: 26 143 Játékvezető: Hugh Dallas (skót) |

| 1996. október 30. 19:30 |

| Manchester United | 0–1               | Fenerbahçe SK |
| ----------------- | ----------------- | ------------- |
|                   | (0–0) Jegyzőkönyv | Bolić 78'     |

| Old Trafford, Manchester Nézőszám: 53 297 Játékvezető: Mario van der Ende (holland) |

| 1996. november 20. 19:30 |

| Manchester United | 0–1               | Juventus                 |
| ----------------- | ----------------- | ------------------------ |
|                   | (0–1) Jegyzőkönyv | Del Piero 36' (11-esből) |

| Old Trafford, Manchester Nézőszám: 53 529 Játékvezető: José María García Aranda (spanyol) |

| 1996. november 20. 21:30 |

| Fenerbahçe SK | 1–0               | Rapid Wien |
| ------------- | ----------------- | ---------- |
| Høgh 76'      | (0–0) Jegyzőkönyv |            |

| Şükrü Saracoğlu Stadion, Isztambul Nézőszám: 25 000 Játékvezető: Puhl Sándor (magyar) |

| 1996. december 4. 20:30 |

| Juventus                 | 2–0               | Fenerbahçe SK |
| ------------------------ | ----------------- | ------------- |
| Padovano 42' Amoruso 85' | (1–0) Jegyzőkönyv |               |

| Stadio delle Alpi, Torino Nézőszám: 13 000 Játékvezető: Bernd Heynemann (német) |

| 1996. december 4. 20:30 |

| Rapid Wien | 0–2               | Manchester United     |
| ---------- | ----------------- | --------------------- |
|            | (0–1) Jegyzőkönyv | Giggs 24' Cantona 72' |

| Ernst-Happel-Stadion, Bécs Nézőszám: 45 000 Játékvezető: Leif Sundell (svéd) |

### D csoport
| Hely. | Csapat       | M | Gy | D | V | G+ | G– | Gk | P  | Továbbjutás                                |     | POR | ROS | MIL | GOT |
| ----- | ------------ | - | -- | - | - | -- | -- | -- | -- | ------------------------------------------ | --- | --- | --- | --- | --- |
| 1.    | FC Porto     | 6 | 5  | 1 | 0 | 12 | 4  | +8 | 16 | Továbbjutott az egyenes kieséses szakaszba |     | —   | 3–0 | 1–1 | 2–1 |
| 2.    | Rosenborg    | 6 | 3  | 0 | 3 | 7  | 11 | −4 | 9  | Továbbjutott az egyenes kieséses szakaszba |     | 0–1 | —   | 1–4 | 1–0 |
| 3.    | AC Milan     | 6 | 2  | 1 | 3 | 13 | 11 | +2 | 7  |                                            |     | 2–3 | 1–2 | —   | 4–2 |
| 4.    | IFK Göteborg | 6 | 1  | 0 | 5 | 7  | 13 | −6 | 3  |                                            | 0–2 | 2–3 | 2–1 | —   |     |

| 1996. szeptember 11. 20:30 |

| IFK Göteborg       | 2–3               | Rosenborg                              |
| ------------------ | ----------------- | -------------------------------------- |
| Erlingmark 38' 49' | (1–1) Jegyzőkönyv | Jakobsen 32' Iversen 52' Brattbakk 64' |

| Ullevi, Göteborg Nézőszám: 23 682 Játékvezető: Atanas Uzunov (bolgár) |

| 1996. szeptember 11. 20:30 |

| AC Milan            | 2–3               | FC Porto                 |
| ------------------- | ----------------- | ------------------------ |
| Simone 14' Weah 69' | (1–0) Jegyzőkönyv | Artur 52' Jardel 75' 83' |

| San Siro, Milánó Nézőszám: 33 000 Játékvezető: Mario van der Ende (holland) |

| 1996. szeptember 25. 19:30 |

| FC Porto      | 2–1               | IFK Göteborg            |
| ------------- | ----------------- | ----------------------- |
| Artur 27' 51' | (1–0) Jegyzőkönyv | Jorge Costa 71' (öngól) |

| Estádio das Antas, Porto Nézőszám: 30 000 Játékvezető: Ahmet Çakar (török) |

| 1996. szeptember 25. 20:30 |

| Rosenborg    | 1–4               | AC Milan                   |
| ------------ | ----------------- | -------------------------- |
| Soltvedt 15' | (1–3) Jegyzőkönyv | Simone 6' 21' 24' Weah 55' |

| Lerkendal Stadion, Trondheim Nézőszám: 20 849 Játékvezető: David Elleray (angol) |

| 1996. október 16. 20:30 |

| IFK Göteborg                    | 2–1               | AC Milan |
| ------------------------------- | ----------------- | -------- |
| Wahlstedt 75' Alexandersson 84' | (0–0) Jegyzőkönyv | Weah 52' |

| Ullevi, Göteborg Nézőszám: 42 450 Játékvezető: Ryszard Wójcik (lengyel) |

| 1996. október 16. 20:30 |

| Rosenborg | 0–1               | FC Porto   |
| --------- | ----------------- | ---------- |
|           | (0–0) Jegyzőkönyv | Jardel 90' |

| Lerkendal Stadion, Trondheim Nézőszám: 20 412 Játékvezető: Charles Agius (máltai) |

| 1996. október 30. 19:30 |

| FC Porto                           | 3–0               | Rosenborg |
| ---------------------------------- | ----------------- | --------- |
| Zahovič 32' Drulović 41' Artur 60' | (2–0) Jegyzőkönyv |           |

| Estádio das Antas, Porto Nézőszám: 15 000 Játékvezető: Bernd Heynemann (német) |

| 1996. október 30. 20:30 |

| AC Milan                                                     | 4–2               | IFK Göteborg                   |
| ------------------------------------------------------------ | ----------------- | ------------------------------ |
| Boban 4' Albertini 14' (11-esből) Locatelli 44' Baggio 90+2' | (3–2) Jegyzőkönyv | Blomqvist 27' A. Andersson 32' |

| San Siro, Milánó Nézőszám: 29 803 Játékvezető: Marc Batta (francia) |

| 1996. november 20. 19:30 |

| FC Porto     | 1–1               | AC Milan   |
| ------------ | ----------------- | ---------- |
| Edmilson 71' | (0–0) Jegyzőkönyv | Davids 56' |

| Estádio das Antas, Porto Nézőszám: 50 000 Játékvezető: Gerd Grabher (osztrák) |

| 1996. november 20. 20:30 |

| Rosenborg       | 1–0               | IFK Göteborg |
| --------------- | ----------------- | ------------ |
| Skammelsrud 66' | (0–0) Jegyzőkönyv |              |

| Lerkendal Stadion, Trondheim Nézőszám: 19 849 Játékvezető: Eric Blareau (belga) |

| 1996. december 4. 20:30 |

| IFK Göteborg | 0–2               | FC Porto                |
| ------------ | ----------------- | ----------------------- |
|              | (0–0) Jegyzőkönyv | Jardel 64' Edmilson 89' |

| Ullevi, Göteborg Nézőszám: 19 448 Játékvezető: Dick Jol (holland) |

| 1996. december 4. 20:30 |

| AC Milan    | 1–2               | Rosenborg                |
| ----------- | ----------------- | ------------------------ |
| Dugarry 45' | (1–1) Jegyzőkönyv | Brattbakk 29' Heggem 70' |

| San Siro, Milánó Nézőszám: 28 695 Játékvezető: Giorgos Bikas (görög) |